# محكمة النقض (المغرب)
محكمة النقض هي أعلى سلطة قضائية مغربية. مقرها في الرباط، ويشمل نفوذها جميع التراب الوطني. أحدثت غداة الاستقلال وكانت تسمى آنذاك المجلس الأعلى إلى أن تم تغيير هذه التسمية، بمقتضى ظهير الشريف رقم 1.11.170 صادر في 27 من ذي القعدة 1432 (25-10_-2011) بتنفيذ القانون رقم 58.11 المتعلق بمحكمة النقض .

## تنظيم محكمة النقض
يترأس محكمة النقض الرئيس الأول الذي يتوفر على اختصاصات قضائية وإدارية، ويسهر على حسن سير الغرف وكتابة الضبط كما يترأس مكتب المحكمة. ويمثل النيابة العامة في محكمة النقض الوكيل العام للملك يساعده المحامي العام الأول والمحامون العامون،
تتكون محكمة النقض من سبعة غرف: الغرفة المدنية (تسمى الغرفة الأولى)، غرفة الأحوال الشخصية والميراث، الغرفة التجارية، الغرفة الإدارية، الغرفة اجتماعية، الغرفة الجنائية الغرفة العقارية،

## الاختصاصات
يحدد اختصاص محكمة النقض قانون المسطرة المدنية وقانون المسطرة الجنائية وقانون المحاكم الإدارية ومحاكم الاستئناف الإدارية وقانون المحاكم التجارية ومحاكم الاستئناف التجارية، إن الدور الأساسي لهذه المؤسسة القضائية يتجلى في مراقبة تطبيق القانون من طرف محاكم الموضوع سواء تعلق الأمر بقوانين الشكل أو قوانين الموضوع، كما تختص بالنظر في طلبات النقض المرفوعة ضد الأحكام الاستئنافية والأحكام النهائية التي تصدرها محاكم الاستئناف وغيرها من المحاكم على اختلاف درجاتها، طلبات إلغاء المقررات الصادرة من السلطات الإدارية بدعوى الشطط في استعمال السلطة، كما تنظر محكمة النقض علاوة على ذلك في
الطعون في التصرفات التي يتجاوز فيها القضاة سلطاتهم،
البت في تنازع الاختصاص بين محاكم لا توجد فوقها أية محكمة عليا مشتركة غير محكمة النقض،
الطلبات لأجل مراجعة الأحكام الجنائية أو التأديبية في دائرة الشروط المنصوص عليها في قانون التحقيق الجنائي.
دعاوى مخاصمة القضاة والمحاكم غير محكمة النقض،
قضايا التشكك في نزاهة الحكم،
سحب الدعوى من محكمة لموجب الأمن العمومي،
طلبات تسليم المجرمين للخارج.

## تاريخ
في إطار بناء المؤسسات الوطنية للدولة بعيد حصول المغرب على استقلاله، تم تأسيس المجلس الأعلى سنة 1957، حيث تم توحيد مجال الطعن بالنقض الذي كان يتسم بازدواجيته بحسب نوعي المحاكم العصرية والشرعية.

### مرحلة التأسيس 1957 ← 1974
تمتد من تاريخ إحداث المجلس الأعلى بمقتضى ظهير 27 شتنبر 1957 إلى إعادة التنظيم القضائي للمملكة سنة 1974 وكان تنظيم المجلس الأعلى يتميز:
- من حيث التنظيم القضائي: بإحداث أربع غرف دون تسميتها باستثناء الغرفة الإدارية، مع إمكانية تقسيم الغرف إلى أقسام دون أن يعترف لها قانونا بالاستقلالية.
- من حيث التنظيم الإداري: بإحداث ثلاث مصالح تشكل نواة للإدارة القضائية تميز المجلس الأعلى عن غيره من المحاكم وهي: كتابة الضبط، قسم إداري، مكتب للترجمة.

بصدور قانون المغربة والتوحيد والتعريب في 26 يناير 1965، تقرر على صعيد المجلس الأعلى الاستغناء تدريجيا عن القضاة الفرنسيين؛ تعريب لغة القضاء.  وإن سنة 1967 أرخت لميلاد مجلة ”قضاء المجلس الأعلى“، والتي أتت في إطار مجهود تعريب القضاء، وتأتى إصدارها بفضل هبة ملكية سامية، وقد أصبحت تسمية هذه المجلة ابتداء من العدد 74 «مجلة قضاء محكمة النقض».

### مرحلة تدبير الأزمة 1974 ← 1997
تمتد من تاريخ إصدار قانون جديد للتنظيم القضائي للمملكة سنة 1974 إلى غاية سنة  1997 تاريخ الشروع في تنفيذ برنامج التحديث.
شكلت انتكاسة معنوية له بنقل مقره إلى مكان آخر لا رمزية له (ساحة الجولان بوسط الرباط)، ولا يتلاءم مع وضعه كمحكمة عليا (قاعة جلسات واحدة، عدم وجود مكاتب كافية للقضاة وملفات قضائية مهملة في الممرات).
عرفت هذه المرحلة تدنيا كبيرا في نشاطه القضائي، من مؤشراته أن المخلف من القضايا - أي حجم العمل غير المنجز- بلغ سنة 1974 ما يفوق 76 ألف قضية أي  4 أضعاف مخلف سنة 2010 (18 ألف قضية).
وكان تنظيمه يتسم:
- من حيث التنظيم الإداري:  اعتبار المجلس الأعلى كبقية المحاكم بإدماج تنظيمه ضمن المقتضيات القانونية الجديدة للتنظيم القضائي لسنة 1974 مما انتفت معه خصوصيته التنظيمية في ميدان التسيير الإداري
- من حيث التنظيم القضائي: تضخم أقسام الغرف بصورة تدريجية مع إضافة غرفة خامسة للتغلب على تراكم الملفات، غير أن تعدد هيئات الحكم وضعف التنسيق فيما بينها كان يؤدي أحيانا إلى تضارب الاجتهاد القضائي، وهو الأمر الذي ينكب حاليا قسم التوثيق والدراسات والبحث العلمي على معالجته والتخفيف منه.

### مرحلة التحديث 1997 ← 2010
تحديث هياكل المؤسسة، والرفع من مردوديتها بدءا من التوجيهات الملكية للعاهل المغربي الحسن الثاني المضمنة في خطابه المؤرخ في 24 أبريل 1995 24 بمناسبة استقباله أعضاء المجلس الأعلى للقضاء.وقد وضع برنامج متكامل لتحديث المؤسسة تم الشروع فيه عمليا سنة 1997 بعد انتقال مقرها إلى بناية حديثة بحي الرياض بالرباط فأصبح التنظيم  الإداري والقضائي للمؤسسة متميزا بما يلي:
- على صعيد التنظيم القضائي: مواصلة الرفع من عدد هيئات الحكم باستحداث أقسام إضافية للغرف والإحداث القانوني لغرفة سادسة هي الغرفة التجارية؛    تطبيق نظام اجتماع الغرف بشكل اعتيادي أي الانتظام في هيئات حكم مكونة من مجموع الغرف أو غرفتين طبقا للفصل 371 من قانون المسطرة المدنية أو من مجموع الغرف باستثناء مصدرة القرار المطعون فيه طبقا  للمادة 265 من قانون المسطرة الجنائية، وذلك لتحقيق غايات متنوعة منها توسيع نطاق التداول في ما استجد من إشكالات قضائية، وتوحيد اجتهادات الغرف والبت في بعض الطعون كإعادة النظر. التأسيس  لاجتماعات التنسيق القضائي المسماة باجتماع الرؤساء.
- على صعيد كتابة الضبط: إحداث كتابات ضبط للأقسام والغرف تابعة لهيئات الحكم مع تمكينها من الوسائل البشرية واللوجيستيكية التي تجعلها بمثابة محاكم مستقلة.
- على صعيد الإدارة القضائية: إحداث ديوانين للرئيس الأول والوكيل العام للملك وكتابة عامة ومصالح وأقسام إدارية بمسميات واختصاصات متنوعة، تعتمد الإدارة القضائية على ركيزتين أساسيتين هما: فصل العمل الإداري عن العمل القضائي، بغاية تكريس استقلالية القضاء، والتي ينظر إليها في علاقة محكمة النقض بالإدارة المركزية وفي علاقة الهيئات القضائية بمحكمة النقض بالوحدات الإدارية المتواجدة به.عدم تراتبية الوحدات الإدارية بحيث ترتبط بالرئيس الأول بصورة مباشرة قياسا على نظام دواوين الوزراء

### بداية الهيكلة الإدارية الجديدة 2011
- هذه المرحلة الجديدة تكرست قانونيا باستبدال تسمية المجلس الأعلى بمحكمة النقض ” بمقتضى دستور 2011 وفي ذلك إبراز لوظيفته القضائية الأساسية ألا وهي البت في الطعون بالنقض.من تجليات هذه المرحلة التأسيس لهيكلة إدارية جديدة، أصبحت الهيكلة الإدارية الجديدة تتكون من ديوانين وكتابة عامة وأربعة أقسام هي: قسم التوثيق والدراسات والبحث العلمي وقسم التحديث والآفاق المستقبلية وقسم الشؤون القضائية وقسم العلاقات الدولية والتعاون. تتبع هذه الأقسام عدة مصالح إدارية. بعض [5]

## الرؤساء الأولون السابقون
| الصورة | الإسم               | الفترة                                                     |
| ------ | ------------------- | ---------------------------------------------------------- |
|        | السيد إبراهيم قدارة | من 05/09/1971 إلى 01/04/1982                               |
|        | أحمد باحنيني        | من 21/01/1966 إلى 10/07/1971                               |
|        | أحمد الحمياني       | من 14/06/1960 إلى 20/01/1966 ومن 01/10/1957 إلى 31/01/1959 |
|        | محمد العربي المجبود | من 01/04/1982 إلى 26/09/1993                               |
|        | محمد ميكو           | من 26/01/1994 إلى 15/09/1996                               |
|        | إدريس الضحاك        | من 15/10/1996 إلى 20/08/2008                               |
|        | الطيب الشرقاوي      | من 20/08/2008 إلى 04/01/2010                               |

## انظر ايضاً
- محكمة النقض (مصر)